# Litoria rheocola
Litoria rheocola és una espècie de granota del gènere Litoria de la família dels hílids. Originària del nord-est de Queensland Austràlia. És una granota de mida mitjana i membre del grup australià de granota torrent. La granota de boira comuna es troba a zones remotes i muntanyoses i prop de rierols rocosos i de flux ràpid de la selva tropical, com els del nord-est de Queensland, Austràlia. Generalment són granotes sedentàries, i romanen als entorns de la riera on neixen, preferint seccions de la riera amb corrents d'aigua, moltes roques i vegetació sobresortint.